# 麥克唐納縣 (密蘇里州)
麥克唐納縣（英語：McDonald County）是美国密蘇里州西南角的一個縣，西鄰阿肯色州和奧克拉荷馬州相望，面積1,398平方公里。根据2020年美國人口普查，共有人口23,303人。縣治派恩維爾（Pineville）。該縣成立於1849年3月3日，縣名紀念曾參與美國獨立戰爭的中士亞歷山大·麥克唐納（Alexander McDonald）。